# Värmlands försvarsområde
Värmlands försvarsområde (Fo 52) var ett försvarsområde inom svenska armén som verkade i olika former åren 1942–2000. Försvarsområdesstaben var förlagd i Kristinehamns garnison i Kristinehamn.

## Historia
Värmlands försvarsområde bildades den 1 oktober 1942 som Karlstads försvarsområde och var direkt underställd militärbefälhavaren för V. militärområdet. I samband med OLLI-reformen, vilken genomfördes inom försvaret åren 1973–1975, sammanslogs Karlstads försvarsområde (Fo 52) med Värmlands regemente. Med sammanslagningen antog försvarsområdet namnet Värmlands försvarsområde. Från den 1 juli 1973 bildades försvarsområdesregementet I 2/Fo 52. Detta medförde att inom Värmlands försvarsområde blev Värmlands regemente ett A-förband (försvarsområdesregemente), Bergslagens artilleriregemente (A 9) blev ett B-förband (utbildningsförband). Värmlands regemente fick det samlade mobiliserings- och materialansvaret inom försvarsområdet, medan B-förbanden svarade endast som ett utbildningsförband.
Inför försvarsbeslutet 1992 föreslog regeringen rationaliseringar av utbildningen av infanteribrigaderna, bland annat genom att samlokalisera förband inom samma stad eller län. Regeringen föreslog för riksdagen att Värmlandsbrigaden, vilken i huvudsak producerades vid Värmlands regemente, skulle samlokaliseras med övriga förband i Kristinehamn. Vidare föreslogs även att krigsorganisationen skulle spegla fredsorganisationen. Därmed föreslogs att brigaden vid regementet skulle avskiljas från regementet och bilda ett självständigt kaderorganiserat krigsförband inom Mellersta militärområdet (Milo M). Regementets nya organisationen trädde i kraft den 1 juli 1994. Utbildningsverksamheten överfördes till Värmlandsbrigaden vilken avskildes från regementet. Regementet kom därefter bland annat att omfatta en försvarsområdesstab, depåverksamhet, skjutfältsdetalj och hemvärns- och frivilligdetalj.
Inför försvarsbeslutet 2000 föreslog regeringen i sin propositionen för riksdagen, att den taktiska nivån bör reduceras genom att fördelnings- och försvarsområdesstaber samt marinkommandon och flygkommandon skulle avvecklas. Detta för att utforma ett armétaktiskt, marintaktiskt respektive flygtaktiskt kommando vilka skulle samlokaliseras med operationsledningen. Förslaget innebar att samtliga försvarsområdesstaber skulle avvecklas, vilket inkluderade Värmlands försvarsområde. Värmlands försvarsområde kom därmed att upplösas och avvecklas den 30 juni 2000. Som stöd till hemvärn och frivilligverksamheten inom före detta Värmlands försvarsområde bildades militärdistriktsgruppen Värmlandsgruppen.

## Förläggningar och övningsplatser
När försvarsområdet bildades förlades staben till Gamla seminariet på Grevgatan 2, vilket numer utgör tomt till busscentralen i Karlstad. Från 1965 flyttades staben till övre underofficersbyggnaden på Kasernhöjden där den verkade fram till 1973, då staben samlokaliserades med regementsstaben vid Värmlands regemente. Från den 1 juli 1994 flyttades staben tillsammans med regementet till Presterud i Kristinehamn, där den samlokaliserades med övrig verksamhet i Kristinehamns garnison.

## Förbandschefer
Förbandschefen titulerades försvarsområdesbefälhavare och fick i samband med OLLI-reformen tjänstegraden överste 1. graden.

- 1942–1945: Överste Folke Pira
- 1945–1955: Överste Karl Lindqvist
- 1955–1966: Överste Anders Hammarsjö
- 1966–1973: Överste Gösta Tönne
- 1973–1980: Överste 1. graden Per Sune Wallin
- 1980–1989: Överste 1. graden Ulf Ling-Vannerus
- 1989–1994: Överste 1. graden Dan Albin Snell
- 1994–2000: Överste 1. graden Yngve Johansson
- 2000–2000: Överste Björn Tomtlund [c]

## Namn, beteckning och förläggningsort
| Karlstads försvarsområde | 1942-10-01 | – | 1973-06-30 |
| Värmlands försvarsområde | 1973-07-01 | – | 2000-06-30 |

| Fo 52 | 1942-10-01 | – | 2000-06-30 |

| Karlstads garnison (F)     | 1942-10-01 | – | 1994-06-30 |
| Kristinehamns garnison (F) | 1994-07-01 | – | 2000-06-30 |

## Galleri

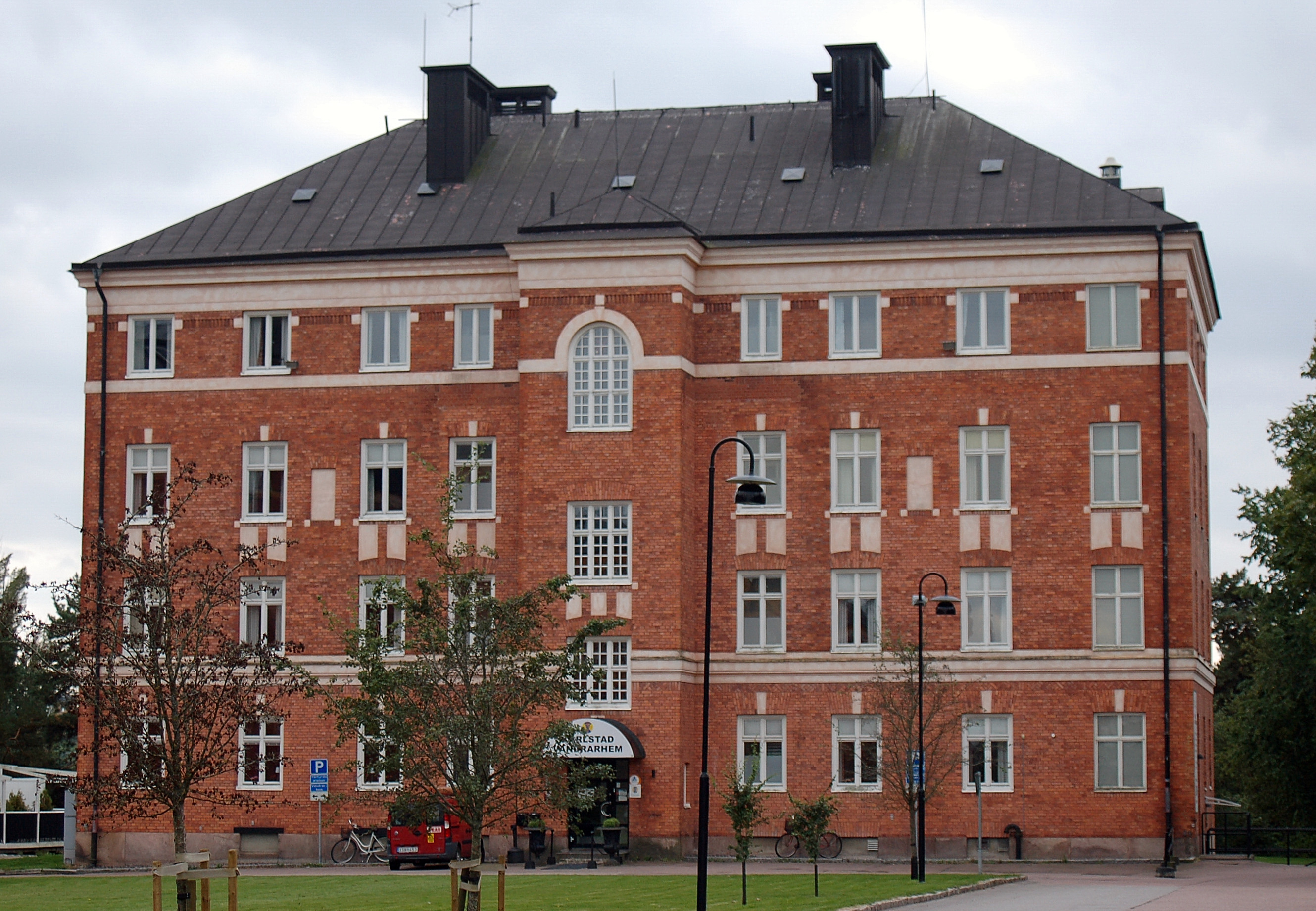
Kanslihuset på Kasernhöjden i Karlstad.
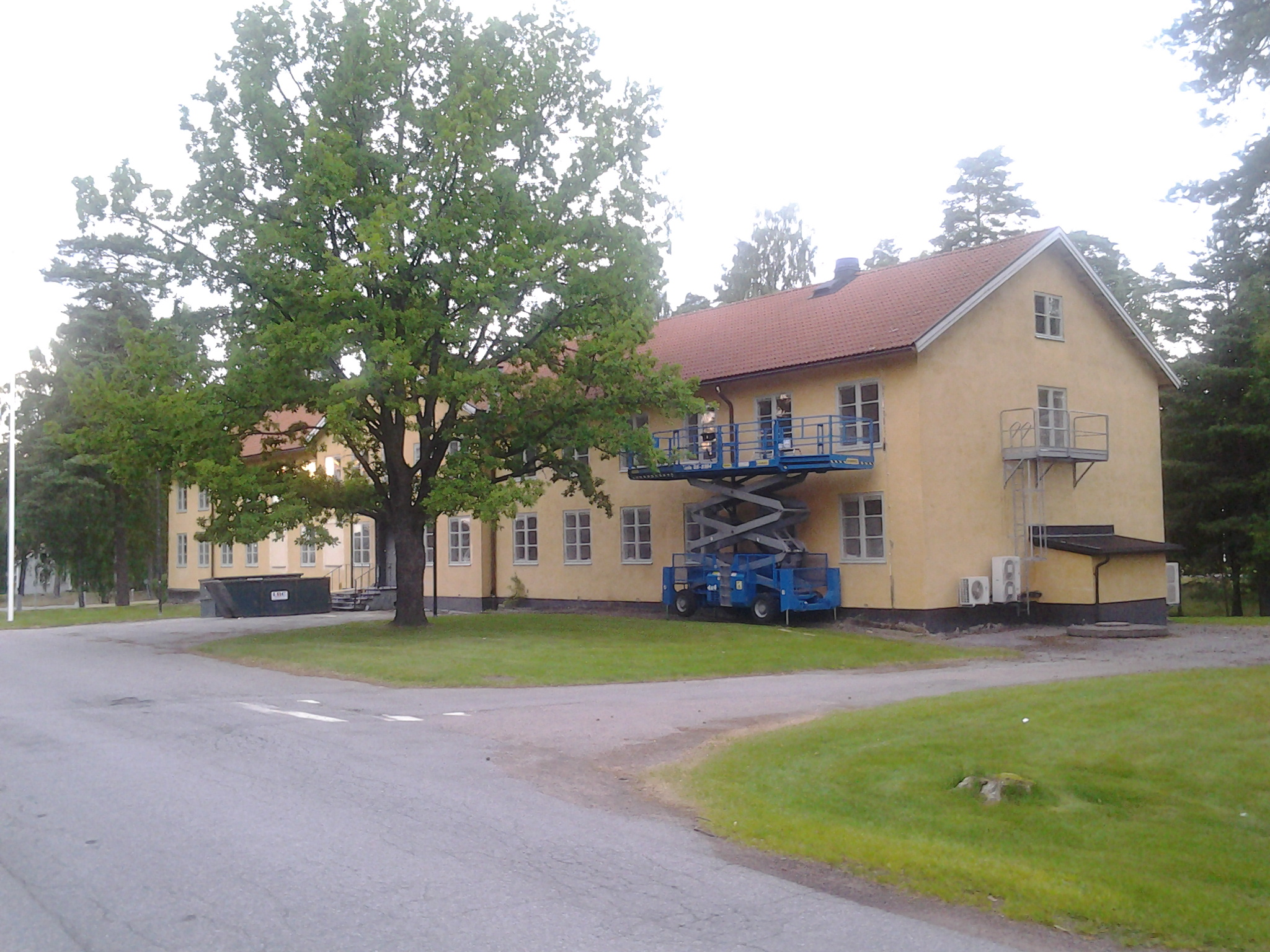
Kanslihuset i Presterud i Kristinehamn.
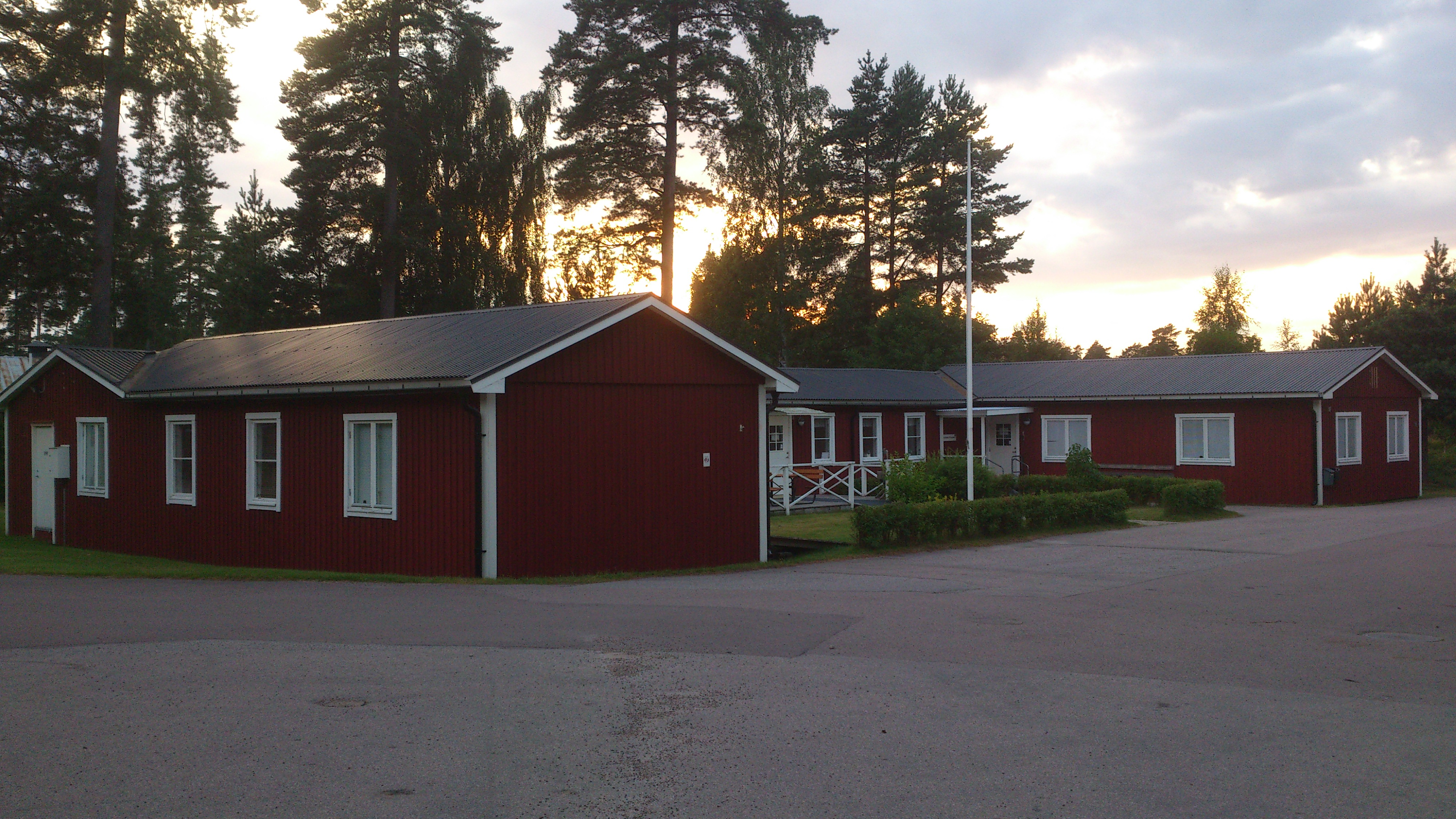
Hemvärns- och frivilligbyggnaden i Kristinehamn.